# Laëtitia Le Corguillé
Laëtitia Anne-Claire Le Corguillé (Saint-Brieuc, 29 de julio de 1986) es una deportista francesa que compitió en ciclismo en las modalidades de BMX y montaña.
Participó en los Juegos Olímpicos de Verano, en los años 2008 y 2012, obteniendo una medalla de plata en Pekín 2008, en la carrera femenina.
Ganó dos medallas en el Campeonato Mundial de Ciclismo BMX, oro en 2006 y bronce en 2005, y cuatro medallas en el Campeonato Europeo de Ciclismo BMX entre los años 2005 y 2009.
En ciclismo de montaña obtuvo dos medallas en el Campeonato Europeo de Ciclismo de Montaña, plata en 2003 y bronce en 2004.

## Medallero internacional

### Ciclismo BMX
| Juegos Olímpicos   | Juegos Olímpicos        | Juegos Olímpicos  | Juegos Olímpicos |
| Año                | Lugar                   | Medalla           | Competición      |
| ------------------ | ----------------------- | ----------------- | ---------------- |
| 2008               | Pekín (China)           | Medalla de plata  | Carrera          |
| Campeonato Mundial |                         |                   |                  |
| Año                | Lugar                   | Medalla           | Competición      |
| 2005               | París (Francia)         | Medalla de bronce | Carrera          |
| 2006               | São Paulo (Brasil)      | Medalla de oro    | Cruiser          |
| Campeonato Europeo |                         |                   |                  |
| Año                | Lugar                   | Medalla           | Competición      |
| 2005               | Echichens ( Suiza)      | Medalla de oro    | Carrera          |
| 2006               | Cheddar ( Reino Unido)  | Medalla de oro    | Carrera          |
| 2008               | Weiterstadt ( Alemania) | Medalla de oro    | Carrera          |
| 2009               | Fredericia ( Dinamarca) | Medalla de plata  | Carrera          |

### Ciclismo de montaña
| Campeonato Europeo | Campeonato Europeo  | Campeonato Europeo | Campeonato Europeo    |
| Año                | Lugar               | Medalla            | Competición           |
| ------------------ | ------------------- | ------------------ | --------------------- |
| 2003               | Graz (Austria)      | Medalla de plata   | Campo a través para 4 |
| 2004               | Wałbrzych (Polonia) | Medalla de bronce  | Campo a través para 4 |